# Provinciale weg 348
De Nederlandse provinciale weg 348 verbindt Arnhem via Dieren, Zutphen, Deventer en Raalte met Ommen. Het weggedeelte vanaf het Knooppunt Velperbroek (A12) naar Dieren is uitgevoerd als autosnelweg (A348). Het resterende weggedeelte is deels uitgevoerd als autoweg, en deels als 80 kilometerweg. In Zutphen loopt de weg door de bebouwde kom en dat geldt ook voor een gedeelte tussen Zutphen en Deventer; daar loopt de weg door de bebouwde kom van Gorssel. Tussen Ommen en Raalte volgt de weg het tracé van de voormalige spoorlijn Ommen - Deventer.
De provinciale weg 348 ontstond in 1993 toen de rijksweg 48 (A/N48) tussen Arnhem en Ommen overgedragen werd aan de provincies Gelderland en Overijssel. Tussen Ommen en Hoogeveen is het nog een rijksweg, de N48 gebleven. Rijksweg 48 was oorspronkelijk gepland als autosnelweg vanuit Arnhem richting Groningen. Alleen het gedeelte Velperbroek - Dieren is als zodanig uitgevoerd, tussen Dieren en Raalte was een geheel nieuw tracé voorzien. Deze plannen zijn eind jaren tachtig van de twintigste eeuw definitief afgeblazen. Voor de verbinding Arnhem - Groningen werd de route via A50 en A28 voldoende geacht.

## Route

### Dieren
Omdat op de Burgemeester de Bruinstraat in Dieren het verkeer tijdens de spits vaak vaststond, werd besloten om parallel aan het spoor een 600 meter lange tunnelbak aan te leggen voor doorgaand verkeer ter hoogte van het station. Het plan draagt de naam Traverse Dieren en begin 2019 was deze klaar.

### Zutphen
Om de woonwijken in Zutphen-Noord en de kern van het dorp Eefde waar de N348 doorheen loopt, te ontlasten en tevens de toegankelijkheid van het industrieterrein De Mars te verbeteren is decennialang gesproken over een omlegging van de N348. Op 19 januari 2011 verklaarde de Raad van State de laatste bezwaren tegen het beoogde tracé ongegrond en in april 2011 begonnen de werkzaamheden voor de nieuwe weg. Van zuid naar noord gezien ligt het nieuwe tracé ten noorden van de wijk Polbeek, gaat van daaruit onder de Deventerweg en de spoorlijnen naar Winterswijk en Deventer door naar het industrieterrein De Mars en komt vervolgens via de nieuwe Polbrug over het Twentekanaal en een nieuwe route ten westen van Eefde weer ten noorden van Eefde op het oude tracé van de N348 uit.

Het nieuwe tracé van de N348 is op 14 december 2012 in gebruik genomen.

### Deventer
Op 25 april 2005 werd in deze route het eerste deel van de bypass langs Deventer geopend. Deze bypass loopt van de aansluiting met de N766 bij Averlo tot in Colmschate. In Colmschate is een complex kruispunt gebouwd waar de N348, de N344 en twee spoorwegen elkaar op een klein oppervlak treffen. Dit kruispunt heet dan ook De Knoop. Tegen de bypass zijn door milieuorganisaties bezwaren aangevoerd, onder meer vanwege de ligging naast het natuurgebied de Douwelerkolk.

### Ommen
In 2021 is de nieuwe aansluiting Ommen geopend. De N340 is sindsdien de doorgaande weg waarop de N348 aansluit. De N48 tussen de N36 en de N348 is omgenummerd naar N340.

## Afbeeldingen

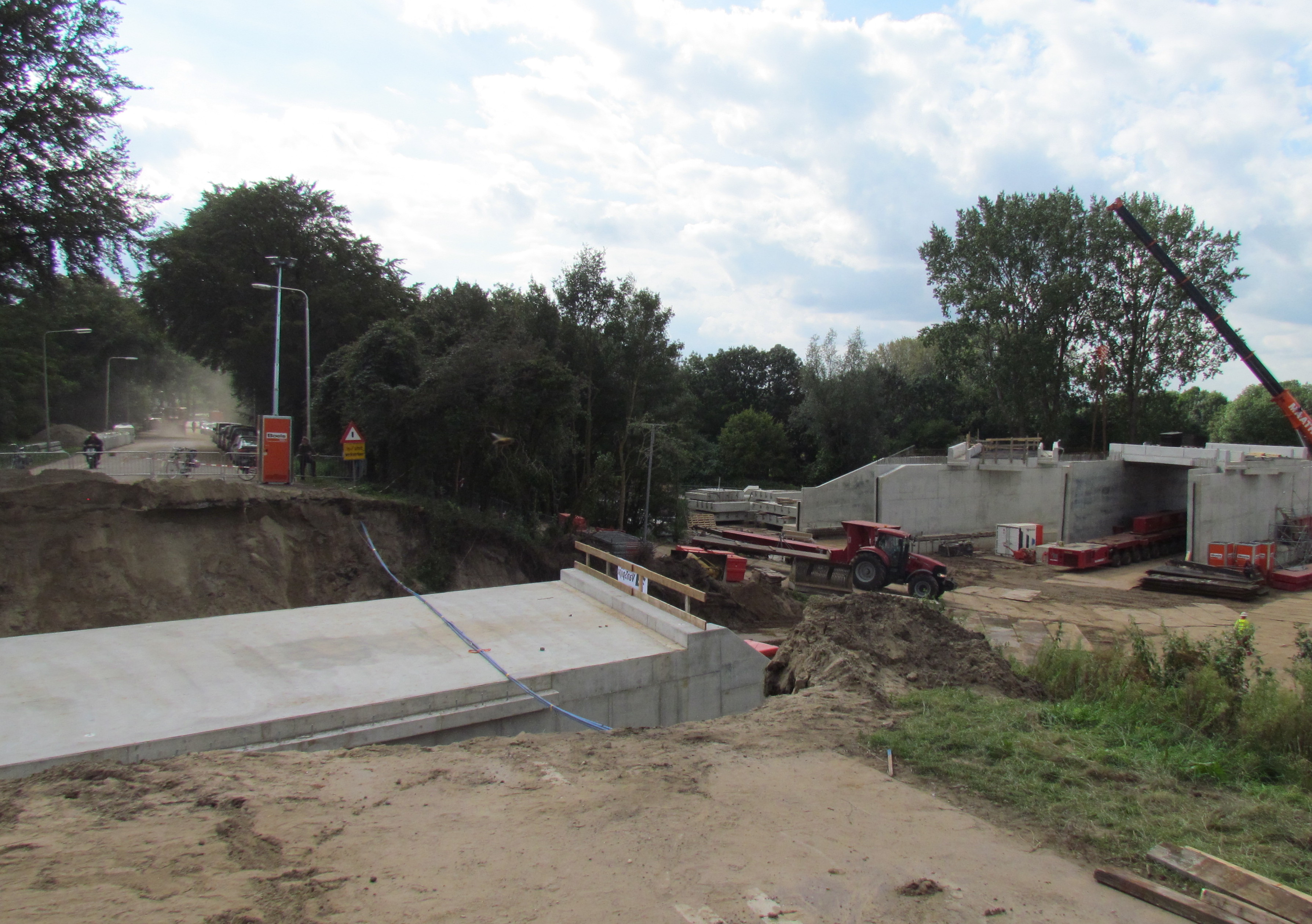
Zutphen: Tunnel om de nieuwe N348 onder de oude door te laten lopen
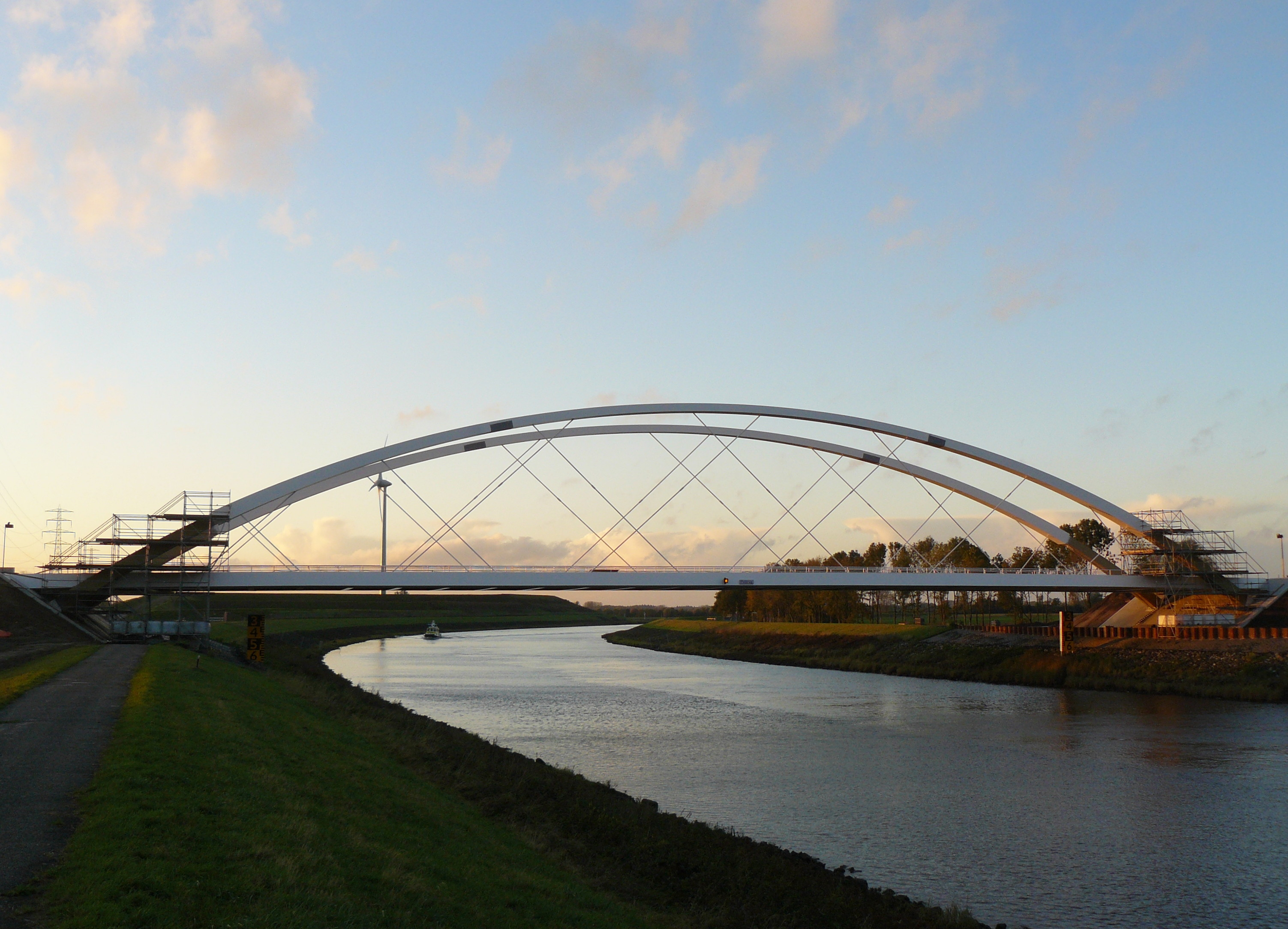
Brug over het Twentekanaal als onderdeel van het nieuwe tracé in Zutphen en Eefde
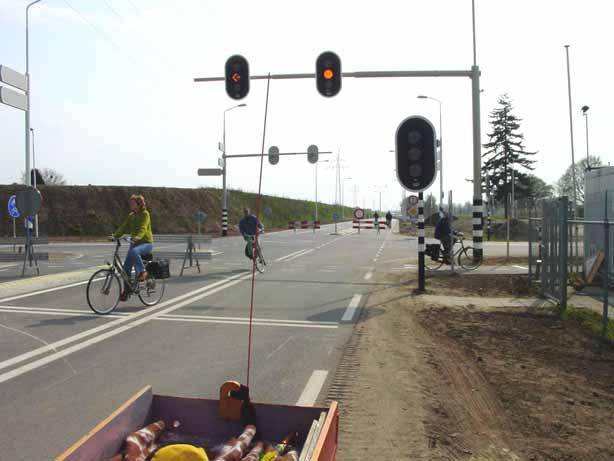
De dag voor de opening van de bypass bij Deventer
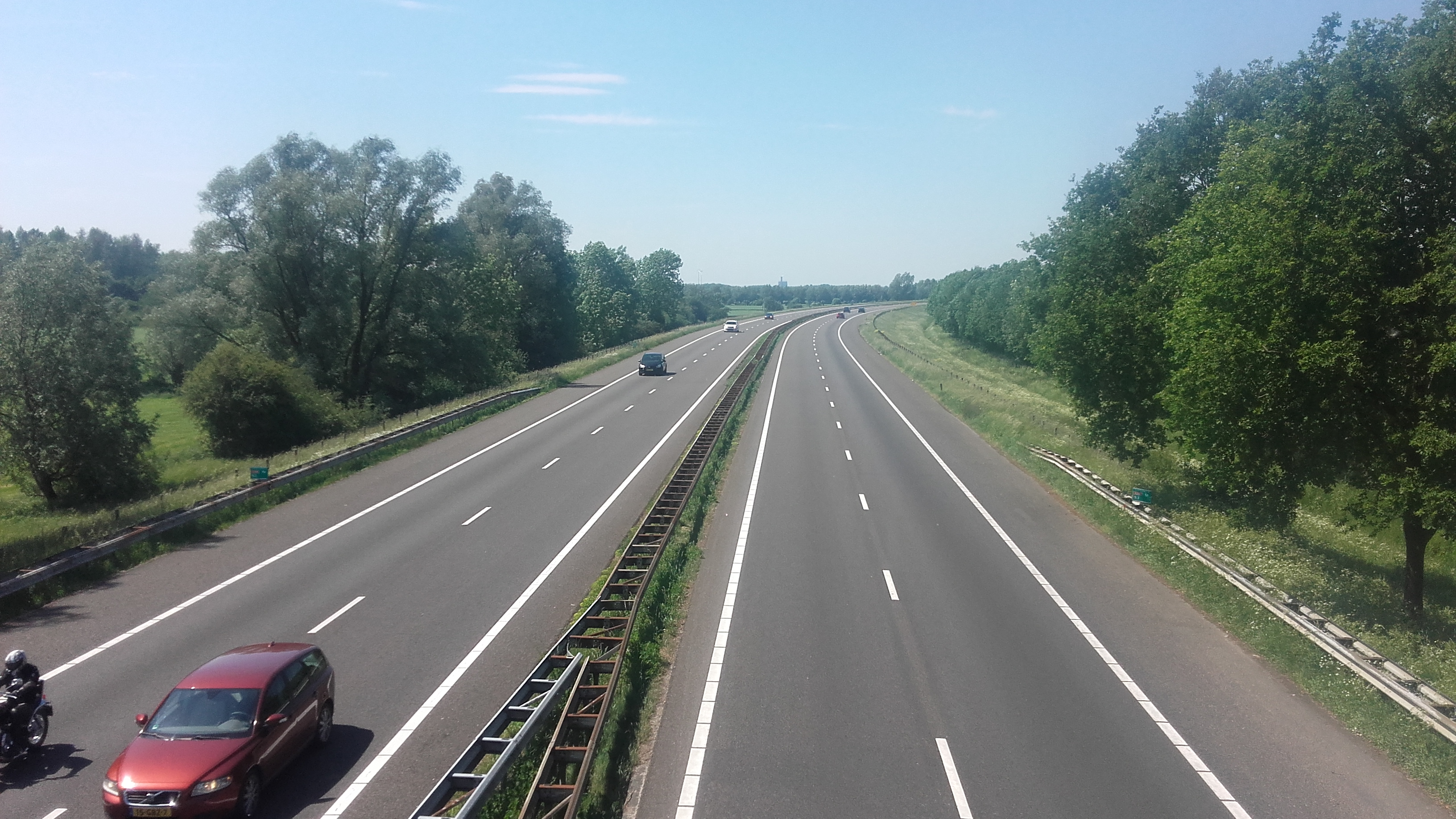
A348 bij Ellecom kijkend richting Arnhem
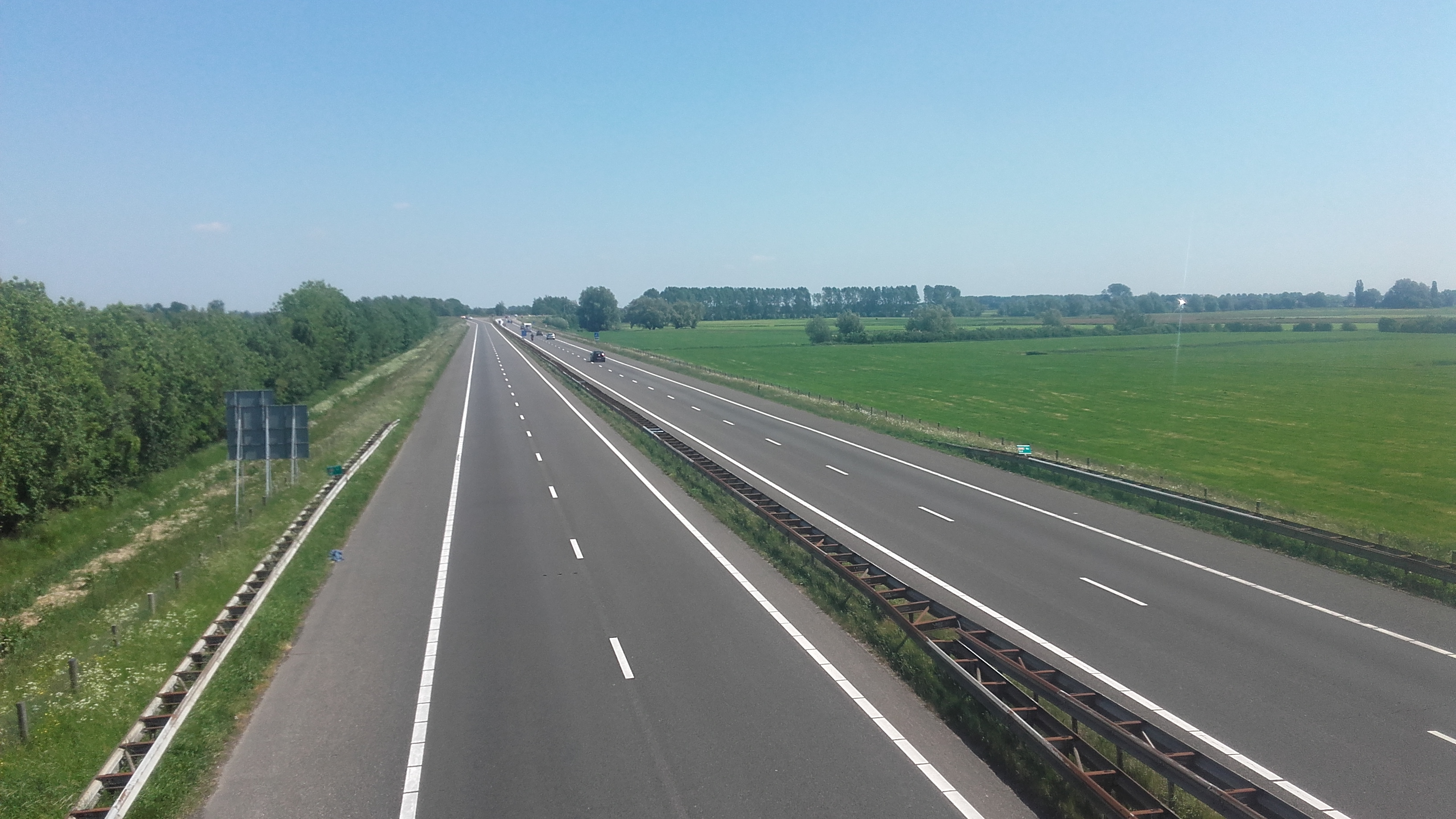
A348 bij Ellecom, kijkend richting Dieren (het einde van de autosnelweg is zichtbaar)